# Oleaceae

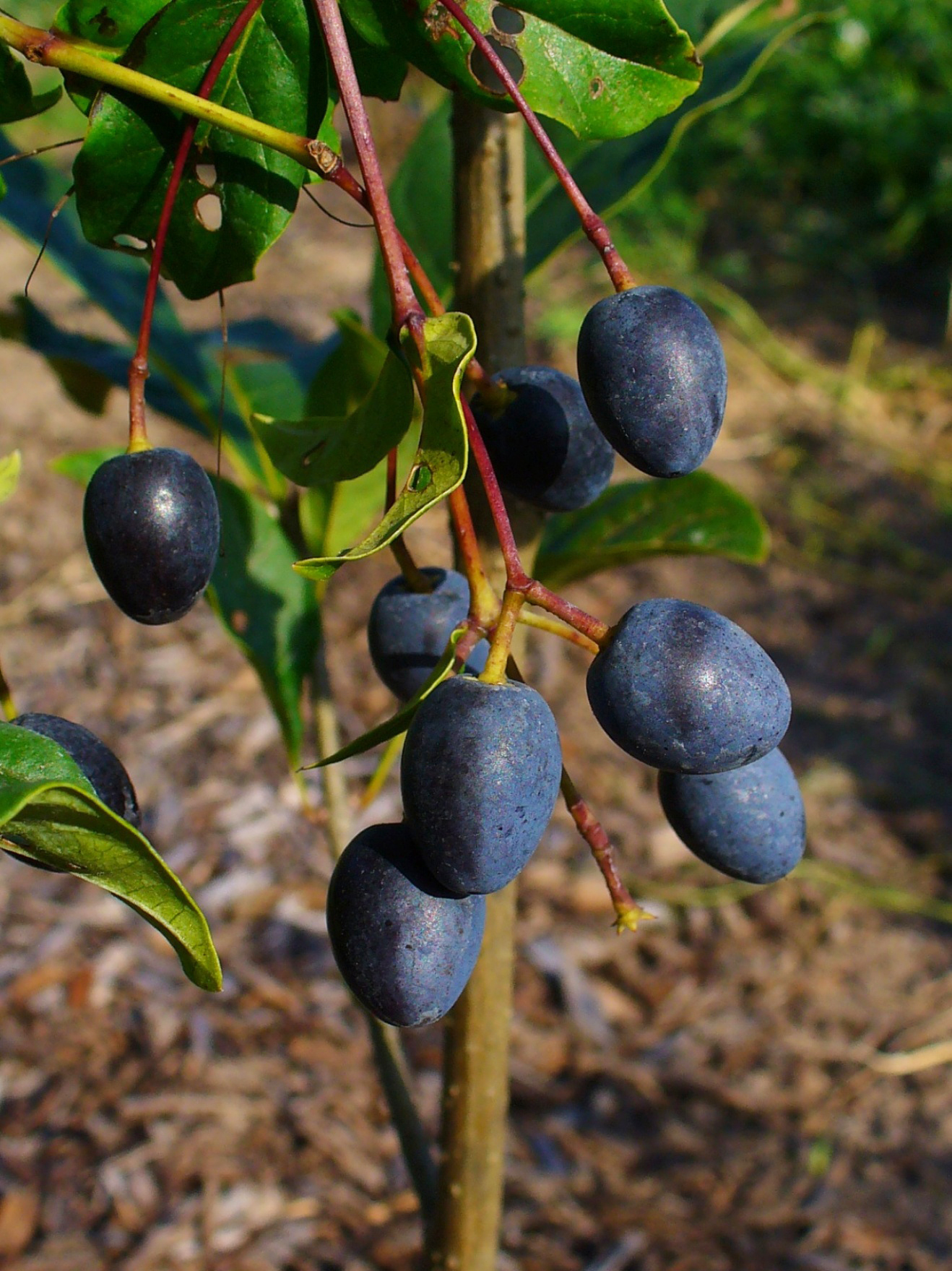
Fruto de Oleaceae (género Chionanthus)

Oleaceae (derivado do latim "oliva" e do grego "Elaia" = óleo) é uma família de angiospermas pertencente à ordem Lamiales. Essa família contém 25 gêneros e cerca de 688 espécies. Plantas dessa família podem desenvolver-se como arbustos, árvores ou lianas, sendo as oliveiras, lilás e jasmim seus mais conhecidos representantes. A família Oleaceae é um grupo monofilético com base em análises filogenéticas e morfológicas.
A família Oleaceae é um clado divergente dentro da ordem Lamiales. A maioria das plantas dessa ordem possui flores bilabiadas (tubo da corola possui dois lobos que são formados pelas duas pétalas superiores e três inferiores), são zigomorfas e também apresentam quatro estames, sendo dois longos e dois curtos. Porém, as Oleáceas possuem flores actinomorfas (radiais), com quatro pétalas e estames reduzidos a apenas dois. As Oleáceas frequentemente são incluídas em uma ordem própria por serem muito diferentes das outras famílias de Lamiales, sendo essa ordem denominada Oleales.
Oleaceae pode ser dividida em dois grupos: Jasminoideae e Oleoideae. Em Jasminoideae, há presença de óvulos eretos por lóculo e de quatro a doze pétalas, sendo, além disso, um grupo parafilético. Já em Oleoideae há dois óvulos pêndulos, quatro pétalas e presença de glicosídeos de flavonas, características essas que tornam o grupo monofilético.

## Características morfológicas

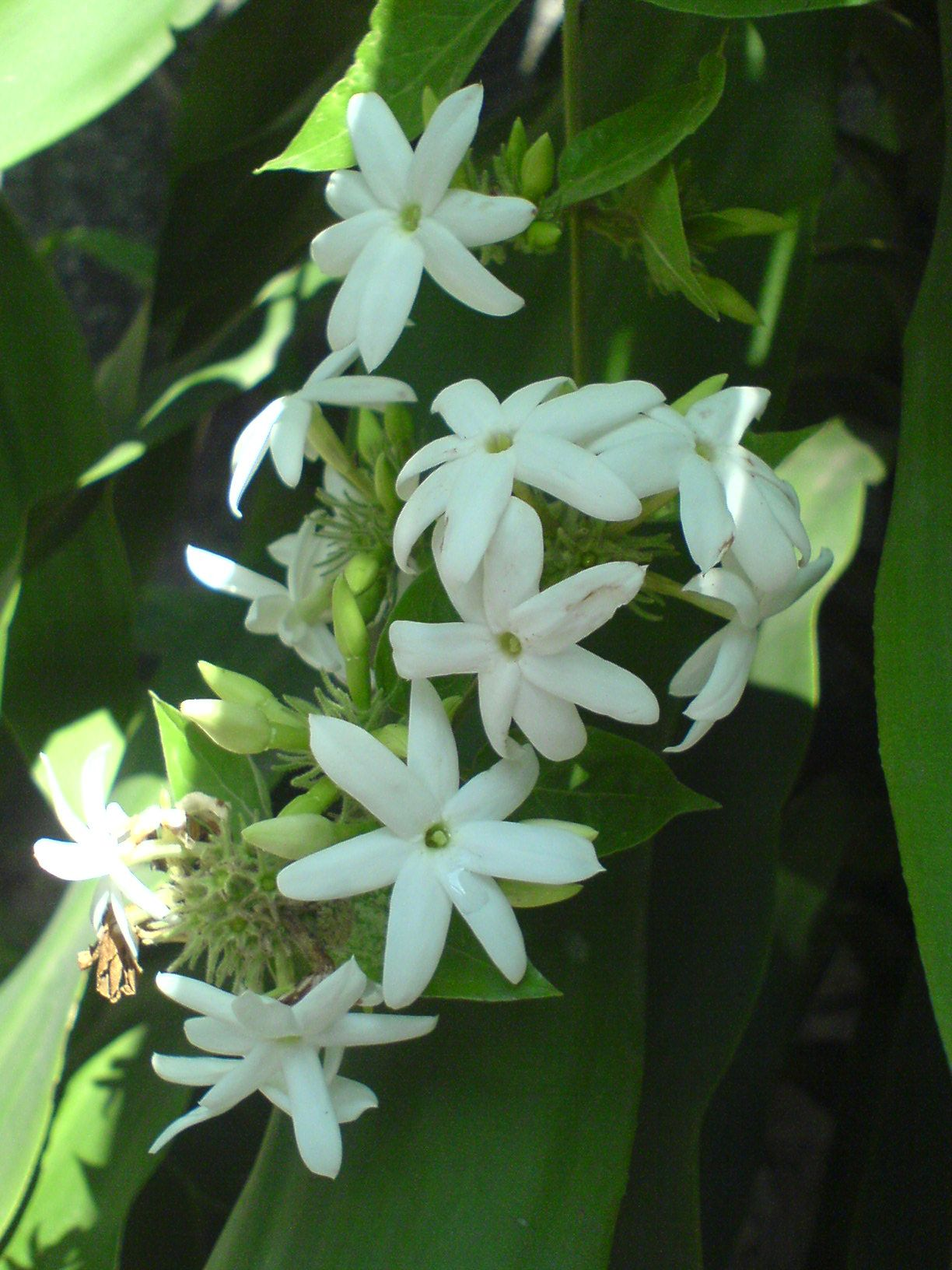
Flor do gênero Jasminum

As Oleáceas caracterizam-se por serem árvores, arbustos ou lianas (trepadeiras lenhosas), geralmente com glicosídeos fenólicos, duas ou muitas gemas sobrepostas, indumento ou tricomas de escamas peltadas. As folhas são geralmente opostas, simples, compostas pinadas (no eixo da raque os folíolos são dispostos alternadamente) ou trifoliadas (pecíolo com três folíolos), margens das folhas inteiras ou serreadas, nervação peninérvea (nervura primária única seguida de nervuras secundárias). Não apresentam estípulas. A inflorescência pode ser reduzida a uma flor solitária, terminais ou axilares.
Apresentam flores bissexuais e às vezes unissexuais (apenas androceu ou gineceu presente na flor), radiais. Geralmente tem quatro sépalas e pétalas conatas (quando as partes de um mesmo verticilo, pétalas ou sépalas, estão fusionadas), também são imbricadas com a porção central dos lobos encontrando-se. Dois estames, com filetes fusionados a corola (adnatos), grãos de pólen tricolpados (três poros que ocorre em dicotiledôneas). Dois carpelos conatos, ovário súpero, dois ovários por lóculo, um tegumento e megasporângio de parede fina, dois estigmas lobados ou capitado.
Apresentam também disco nectarífero, com glândulas produtoras de néctar que usualmente se localizam próximo à base do androceu ou gineceu. Os frutos podem ser do tipo cápsula, sâmara, baga ou drupa. Endosperma presente ou ausente. Na reprodução corre tanto polinização cruzada como a autopolinização, dependendo da sexualidade da flor (bissexuada ou unissexuada).

## Distribuição
As Oleáceas são amplamente distribuídas em regiões tropicais a temperadas do mundo. São nativas do Brasil, porém não são endêmicas. Seus domínios fitogeográficos no Brasil são: Amazônia, Caatinga, Cerrado, Mata Atlântica e Pampa. A distribuição geográfica no Brasil ocorre nas seguintes regiões:
Norte: Amazonas, Tocantins; 
Nordeste: Bahia, Ceará, Maranhão; 
Centro-oeste: Distrito Federal, Goiás, Mato Grosso do Sul, Mato Grosso; 
Sudeste: Espírito Santo, Minas Gerais, Rio de Janeiro, São Paulo; 
Sul: Paraná, Rio Grande do Sul, Santa Catarina.

## Gêneros da família
Os gêneros da família das Oleaceae são: Abeliophyllum, Adelia, Bolivaria, Chionanthus, Comoranthus, Cylindria, Dimetra, Fontanesia, Forestiera, Forsythia, Fraxinus, Haenianthus, Hesperelaea, Jasminum, Ligustrina, Ligustrum, Linociera, Mayepea, Menodora, Myxopyrum, Nestegis, Noronhia, Notelaea, Nyctanthes, Olea, Osmanthus, Pausia, Phillyrea, Picconia, Priogymnanthus, Schrebera, Syringa.
Destes, três gêneros são nativos do Brasil, sendo Chionanthus e duas espécies raras, Menodora e Pryogymnanthus .

### Espécies brasileiras
As espécies presentes no Brasil são: Chionanthus crassifolius (Mart.) P.S.Green, Chionanthus ferrugineus (Gilg) P.S.Green, Chionanthus filiformis (Vell.) P.S.Green, Chionanthus fluminensis (Miers) P.S.Green, Chionanthus greenii Lombardi, Chionanthus implicatus (Rusby) P.S.Green, Chionanthus micranthus (Mart.)Lozano & Fuertes, Chionanthus parviflora Cornejo, Lombardi & W. Thomas, Chionanthus subsessilis (Eichler) P.S.Green, Chionanthus tenuis P.S.Green, Chionanthus trichotomus (Vell.) P.S.Green, Menodora integrifolia (Cham. & Schltdl.)Steud, Priogymnanthus hasslerianus (Chodat) P.S.Green e Priogymnanthus saxicolus Lombardi. 

## Importância econômica

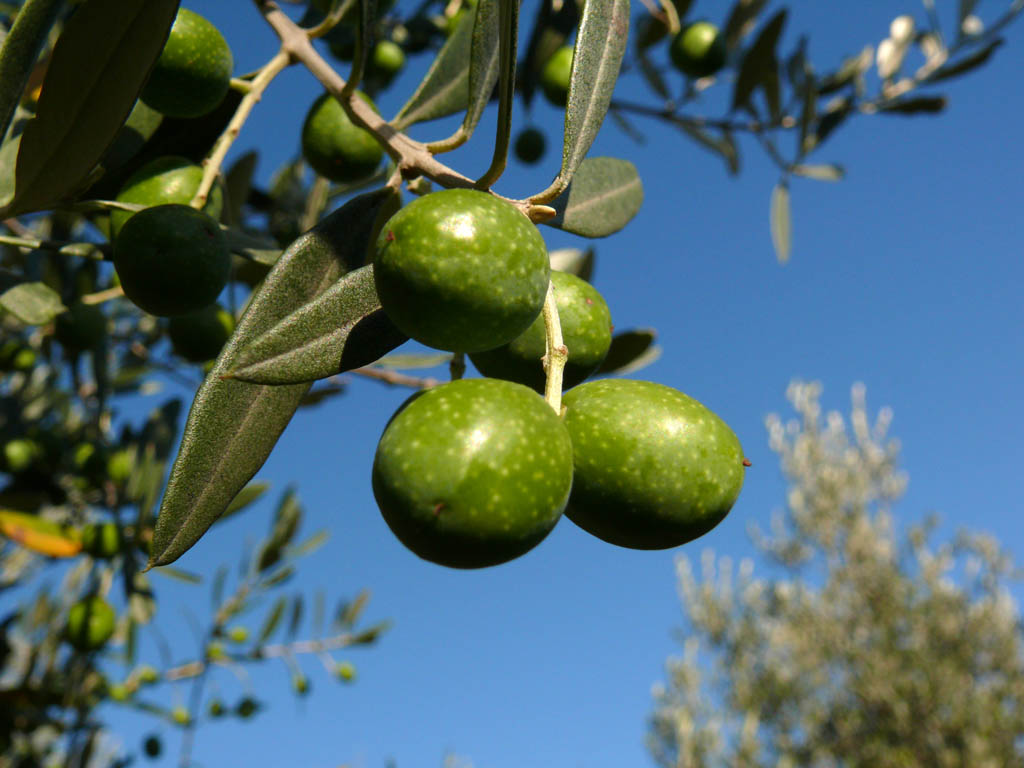
Fruto de uma oliveira

As oliveiras (Olea europaea) fornecem frutos como alimento, óleo de cozinha e azeite. Tendo como principais produtores nessas áreas países como Espanha, Itália, Egito, Turquia e Grécia. Já o Brasil não apresenta muita área de plantio e nem de produção. Gêneros como Fraxinus são utilizadas para comércio de madeira. E Jasminum, Syringa e Noronhia são exemplos de plantas ornamentais.